# ワールドスタジアム2
『ワールドスタジアム2』（WORLD STADIUM 2）は、ナムコより発売されたPlayStation用の野球ゲーム。ファミスタシリーズの1作で前年度『ファミスタ64』の続編であり、2年前に発売された『ワールドスタジアムEX』の実質の続編となる、2作目のプレイステーションソフトである。

## 概要
1996年に発売された『ワールドスタジアムEX』の続編であるが、前年度はNINTENDO 64用ソフト『ファミスタ64』として発売された。前作発売から2年後の1998年に再び舞台をプレイステーションに戻して発売、以降『熱チュー!プロ野球2002』（ファミスタシリーズとしては『ファミスタアドバンス』）の発売まで「ワースタシリーズ」として展開していくことになる。
前作はムービーは3Dが使われたのに対し、実際の選手達は2Dで表現されていた。だが今作品は選手も完全3D化となり、投球、打撃モーション等がポリゴンで表現されるようになった。登録選手は実名で登場する。
また操作方法もEX独特の操作感だったが、それが不評だったため、今作では従来のファミスタシリーズの操作感に戻している。振動機能には非対応。
前回より大幅にモードが増えて、野球ゲームに異なるジャンルの要素が加わっている。
作曲くん
楽譜の譜面に音符を乗せていくことで自ら応援曲を作曲し、指定した特定の場面で選手ごとに流れる応援歌を流す。
戦国!国盗リーグ
12球団から1チームを選び、領土を巡り試合で勝負をつける。
分身くん
自分だけのオリジナルキャラを作る。数ある入団テストを行い、その結果が選手の能力に反映される。
リーグ戦
1～6人のプレイヤーがリーグ戦を行うモード。自分で育てた「分身くん」や「戦国!国盗リーグ」のチームを参加させることができる。
プロ野球脱税事件に関与したとされている選手は収録されていない。